# Документа
„Документа“ (на немски: Documenta) се смята за една от най-значимите редовно провеждащи се изложби на съвременно изкуство. Провежда се всеки 5 години в гр. Касел в провинция Хесен, Германия.
Основана е от Арнолд Боде и се провежда за пръв път през 1955 година. Най-скорошната „Документа XIII“ се провежда между 10.06. до 17.09. 2012 година.
Единствените български творци, участвали в „Документа“, са:
- Христо Явашев („Документа IV“);
- Недко Солаков („Документа XII“ и „Документа XIII“);
- Каролин Христова-Бакърджиева (куратор на „Документа XIII“).